# Демократична Конфедеративна Республіка Корьо
Демократична Конфедеративна Республіка Корьо (кор. 고려 민주 련방 공화국) — проект організації конфедеративної корейської держави, запропонований наприкінці 1980-х президентом КНДР Кім Ір Сеном.
Назва була взята від ранньофеодальної корейської держави Корьо (X-XIV століття). Передбачалося, що формально єдина країна матиме загальну зовнішню політику та інше представництво на міжнародній арені, але в різних частинах Кореї збережеться власний політичний й економічний устрій.
Перспективи реального об'єднання країни і тоді, і зараз представляються дуже примарними у зв'язку з тим, що Північна Корея (КНДР) має свою ідеологію чучхе та розвинену планову економіку, тоді як Південна Корея (Республіка Корея) — розвинута капіталістична держава з демократичним устроєм та ринковою постіндустріальною економікою.
Починаючи з 1990-х дві країни роблять дуже невеликі кроки до об'єднання у вигляді обмежених представницьких та культурних контактів між населенням, вирішення технічних питань зі стикування інфраструктур, спільного виступу в деяких видах великого спорту і на культурних заходах тощо.